# Ildikó Rejtő
Ildikő Ságiné-Ujlakiné-Rejtő (Boedapest, 11 mei 1937) is een voormalig schermer uit Hongarije.
Rejtő nam vijf maal deel aan de Olympische Zomerspelen, tussen 1960 en 1976, waarbij ze zeven maal een medaille won, zowel individueel als met het degenteam. In 1964 was ze het meest succesvol, toen ze op beide onderdelen de gouden medaille pakte.
| Locatie                             | Jaartal | Onderdeel      | Resultaat | Naam                |
| ----------------------------------- | ------- | -------------- | --------- | ------------------- |
| Olympische Zomerspelen van Rome     | 1960    | Individueel    |           | Ildikó Rejtő        |
|                                     |         | Team - Vrouwen | Zilver    |                     |
| Olympische Zomerspelen van Tokio    | 1964    | Individueel    | Goud      | Ildikó Rejtő-Ujlaky |
|                                     |         | Team - Vrouwen | Goud      |                     |
| Olympische Zomerspelen van Mexico   | 1968    | Individueel    | Brons     | Ildikó Rejtő-Ujlaky |
|                                     |         | Team - Vrouwen | Zilver    |                     |
| Olympische Zomerspelen van München  | 1972    | Individueel    |           | Ildikó Rejtő-Sági   |
|                                     |         | Team - Vrouwen | Zilver    |                     |
| Olympische Zomerspelen van Montreal | 1976    | Individueel    |           | Ildikó Rejtő-Sági   |
|                                     |         | Team - Vrouwen | Brons     |                     |

Rejtő werd ook vijf maal wereldkampioen, individueel in 1963, en met het degenteam in
1959, 1962, 1967 en 1973.
Rejtő werd toegevoegd aan de International Jewish Sports Hall of Fame.

## Trivia
Rejtő was sinds haar geboorte bijna geheel doof.
1924: Ellen Osiier ·
1928: Helene Mayer ·
1932: Ellen Preis ·
1936: Ilona Elek ·
1948: Ilona Elek ·
1952: Irene Camber ·
1956: Gillian Sheen ·
1960: Heidi Schmid ·
1964: Ildikó Uslaky-Rejtő ·
1968: Jelena Novikova ·
1972: Antonella Ragno-Lonzi ·
1976: Ildikó Schwarczenberger ·
1980: Pascale Trinquet ·
1984: Luan Jujie ·
1988: Anja Fichtel ·
1992: Giovanna Trillini ·
1996: Laura Badea ·
2000: Valentina Vezzali ·
2004: Valentina Vezzali ·
2008: Valentina Vezzali ·
2012: Elisa Di Francisca ·
2016: Inna Deriglazova ·
2020: Lee Kiefer ·
2024: Lee Kiefer
1960: Gorochova, Petrenko, Proedskova, Rastvorova, Sjisjova, Zabelina ·
1964: Juhász-Nagy, Marosi, Mendelényi-Ágoston, Sákovics-Dömölky, Ildikó Ujlaki-Rejtő ·
1968: Gorochova, Petrenko-Samoesenko, Novikova, Tsjirkova, Zabelina ·
1972: Belova-Novikova, Gorochova, Petrenko-Samoesenko, Tsjirkova, Zabelina ·
1976: Belova-Novikova, Giljazova, Knjazeva, Sidorova, Nikonova ·
1980: Begard, Brouquier, Gaudin, Muzio, Trinquet ·
1984: Bischoff, Funkenhauser, Hanisch, Weber, Wessel ·
1988: Bau, Fichtel, Funkenhauser, Klug, Weber ·
1992: Bianchedi, Bortolozzi, Trillini, Vaccaroni, Zalaffi ·
1996: Bortolozzi, Trillini, Vezzali ·
2000: Bianchedi, Giacometti, Trillini, Vezzali ·
2008: Boiko, Lamonova, Nikichina, Sjanajeva ·
2012: Errigo, Di Francisca, Salvatori, Vezzali ·
2020: Deriglazova, Zagidoellina, Korobejnikova, Martjanova ·
2024: Dubrovich, Kiefer, Scruggs, Weintraub